# Perceel
Een perceel is een stuk grond waarvoor één rechtsorde geldt, dat wil zeggen met dezelfde eigenaar en hetzelfde eigendomsrecht. Heeft iemand een stuk grond waarvoor deze voor een deel een ander eigendomsrecht heeft, bijvoorbeeld eigendom van het ene deel en vruchtgebruik van het andere deel, dan zijn dat twee percelen. De percelen worden bij het kadaster geregistreerd. Een perceel heeft een unieke kadastrale aanduiding, die uit de kadastrale gemeente, sectie en een perceelsnummer bestaat.
Een kavel is een relatief klein, samenhangend stuk grond dat één bepaalde vorm van gebruik heeft.